# Saint-Léger-de-la-Martinière
Saint-Léger-de-la-Martinière è un comune francese di 1 031 abitanti situato nel dipartimento delle Deux-Sèvres nella regione della Nuova Aquitania.

## Società

### Evoluzione demografica
Abitanti censiti